# Ramón Castro Castro
Ramón Castro Castro (Teocuitatlán de Corona, 27 gennaio 1956) è un vescovo cattolico messicano, dal 15 maggio 2013 vescovo di Cuernavaca.

## Biografia
Ramón Castro Castro è nato a Teocuitatlán de Corona il 27 gennaio 1956.

### Formazione e ministero sacerdotale
Ha compiuto gli studi di filosofia e teologia presso il seminario di Tijuana dal 1973 al 1981.
Il 13 maggio 1982 è stato ordinato presbitero per la diocesi di Tijuana nella chiesa parrocchiale di San Giuseppe Lavoratore a Ensenada da monsignor Juan Jesús Posadas Ocampo. Qualche mese dopo è stato inviato in Spagna e poi a Roma per studi. Ha preso residenza nel Pontificio Collegio Messicano. Ha conseguito il dottorato in teologia spirituale presso la Pontificia facoltà teologica Teresianum. Nel 1985 è entrato nella Pontificia accademia ecclesiastica, l'istituto che forma i diplomatici della Santa Sede. Ha ottenuto la licenza in diritto canonico presso la Pontificia Università Gregoriana. Nel 1989 è entrato nel servizio diplomatico della Santa Sede e poi ha prestato servizio nelle rappresentanze pontificie in Zambia e Malawi dal 1989 al 1992, Angola e São Tomé e Principe dal 1992 al 1994, Ucraina dal 1994 al 1996, Venezuela dal 1996 al 1999 e Paraguay dal 1999 al 2001 e come responsabile dell'ufficio obolo della sezione per gli affari generali della Segreteria di Stato della Santa Sede dal 2001.

### Ministero episcopale
Il 2 aprile 2004 papa Giovanni Paolo II lo ha nominato vescovo ausiliare di Yucatán e titolare di Suelli. Ha ricevuto l'ordinazione episcopale il 3 giugno successivo nel Centro Siglo XXI di Mérida dall'arcivescovo metropolita di Yucatán Emilio Carlos Berlie Belaunzarán, co-consacranti l'arcivescovo Giuseppe Bertello, nunzio apostolico in Messico, e il vescovo di Tijuana Rafael Romo Muñoz.
Nel settembre del 2005 ha compiuto la visita ad limina.
L'8 aprile 2006 papa Benedetto XVI lo ha nominato vescovo di Campeche.
Il 15 maggio 2013 papa Francesco lo ha nominato vescovo di Cuernavaca. Ha preso possesso della diocesi il 10 luglio successivo.
Nel maggio del 2014 ha compiuto una seconda visita ad limina.
Dal 12 novembre 2024 è presidente della Conferenza dell'episcopato messicano. In precedenza è stato responsabile della dimensione giustizia, pace e riconciliazione della commissione episcopale per la pastorale sociale dal 2012 al 2015  e segretario generale dal 9 novembre 2021 al 12 novembre 2024.

## Genealogia episcopale
La genealogia episcopale è:
- Cardinale Scipione Rebiba
- Cardinale Giulio Antonio Santori
- Cardinale Girolamo Bernerio, O.P.
- Arcivescovo Galeazzo Sanvitale
- Cardinale Ludovico Ludovisi
- Cardinale Luigi Caetani
- Cardinale Ulderico Carpegna
- Cardinale Paluzzo Paluzzi Altieri degli Albertoni
- Papa Benedetto XIII
- Papa Benedetto XIV
- Papa Clemente XIII
- Cardinale Marcantonio Colonna
- Cardinale Giacinto Sigismondo Gerdil, B.
- Cardinale Giulio Maria della Somaglia
- Cardinale Carlo Odescalchi, S.I.
- Cardinale Costantino Patrizi Naro
- Cardinale Lucido Maria Parocchi
- Papa Pio X
- Cardinale Gaetano De Lai
- Cardinale Raffaele Carlo Rossi, O.C.D.
- Cardinale Amleto Giovanni Cicognani
- Arcivescovo Girolamo Prigione
- Arcivescovo Emilio Carlos Berlie Belaunzarán
- Vescovo Ramón Castro Castro